# Knowl Hill
Knowl Hill – wieś w Anglii, w hrabstwie Berkshire, w dystrykcie (unitary authority) Wokingham. Leży 4,8 km od miasta Maidenhead, 13,2 km od miasta Reading i 50,2 km od Londynu. W 2015 miejscowość liczyła 908 mieszkańców.